# Paul Krugman
Paul Robin Krugman (født 28. februar 1953 i Albany i den amerikanske delstat New York) er en amerikansk økonom, der er professor ved Graduate Center of the City University of New York (CUNY Graduate Center). I 2008 modtog han Nobelprisen i økonomi for sit arbejde indenfor international økonomi, hvor han har været en foregangsmand indenfor moderne handelsteori. Derudover er han kendt som en flittig forfatter og kommentator af amerikanske og internationale politiske og økonomiske forhold, ikke mindst som klummeskriver i New York Times.

## Karriere
Krugman tog en Ph.D.-grad fra Massachusetts Institute of Technology (MIT) i 1977 med Rudi Dornbusch som vejleder. Titlen på afhandlingen var Essays on flexible exchange rates. Han har været ansat ved Yale University, MIT (fra 1984 som professor), London School of Economics, Stanford University og Princeton University. I 1982-83 havde han orlov fra sin akademiske karriere, da han var ansat som økonom med speciale i international økonomi i Rådet af Økonomiske Rådgivere under præsident Ronald Reagan.

## Forskning
Sidst i 1970'erne begyndte Krugman at arbejde med international handel og en ny model, der forenede monopolistisk konkurrence med handel. Senere udviklede og populariserede han forskellige resultater indenfor moderne handelsteori. Et af hans vigtige bidrag var at gøre opmærksom på, at international handel i stigende grad kan forklares ud fra regionale industrikoncentrationer og stordriftsfordele snarere end den traditionelle handelsteoris komparative fordele. Han fremhævede også vigtigheden af forbrugernes præferencer for at have adgang til et bredt udvalg af forskellige goder. Disse dele af moderne handelsteori blev hans ekspertiseområde og var grundlaget for hans senere Nobelpris. Efterhånden udviklede hans arbejde sig til feltet Ny Økonomisk Geografi. Således blev hans artikel om dette felt fra 1991 i Journal of Political Economy en af de allermest citerede artikler på området.

## Synspunkter
Krugman opfatter sig grundlæggende som keynesianer ud fra en overbevisning om, at efterspørgselsstød spiller en stor rolle for økonomiens fluktuationer, og at finanspolitik kan spille en vigtig rolle i at afdæmpe virkningerne af sådanne eksterne stød.
Politisk opfatter han sig som en amerikansk liberal, bl.a. med udgivelsen af bogen "The Conscience of a Liberal", og har udtalt, at han med liberal mener "mere eller mindre hvad socialdemokratisk betyder i Europa". Krugmans synspunkter bliver ofte præsenteret for en bred læserskare i Krugmans klummer i The New York Times, som han har været tilknyttet siden 1999. I august 2018 indtog han førstepladsen på en liste over 75 "Top Economics Influencers to Follow" fra analyseinstituttet FocusEconomics, der jævnligt offentliggør forskellige ranglister over økonomer.
En af Krugmans mindre heldige forudsigelser var, da han i 1998 hævdede, at internettets betydning for den globale økonomi ikke ville blive større end telefaxens. Krugman har selv senere sagt om udtalelsen, at den faldt i en enquete ved Times Magazine's 100-års-dag, og at formålet var at være sjov og provokerende, ikke at forsøge sig med en seriøs forudsigelse.

## Hædersbevisninger
Udover Nobelprisen i 2008 modtog Paul Krugman i 1991 John Bates Clark-medaljen, der på det tidspunkt blev givet hvert andet år til "den amerikanske økonom under 40 år, som vurderes at have ydet det vigtigste bidrag til økonomisk tankegang og viden." (Fra 2009 er prisen blevet uddelt årligt.)
I 2004 modtog han den spanske Prinsen af Asturien-pris indenfor samfundsvidenskab.